# AFC Cup 2018
Der AFC Cup 2018 war die 15. Spielzeit des nach der Champions League zweitwichtigsten asiatischen Wettbewerbs für Vereinsmannschaften im Fußball seit dessen Gründung zur Spielzeit 2004. Am Wettbewerb nehmen in dieser Saison 44 Klubs aus 26 Landesverbänden der AFC teil. Die Saison begann mit der ersten Qualifikationsrunde am 23. Januar und endete mit dem Finale in der Basra Sports City in der irakischen Stadt Basra am 27. Oktober 2018.
Im Finale besiegte der Titelverteidiger al-Quwa al-Dschawiya den Altyn Asyr FK aus Turkmenistan mit 2:0 und konnte so seinen dritten Titel in Folge gewinnen. Torschützenkönig wurden der Nordkoreaner An Il-bom vom 25. April SC mit 12 Toren. Zum besten Spieler des Wettbewerbs wurde der Iraker Hammadi Ahmad ernannt.

## Qualifikation
Die Spielpaarungen in den zwei Qualifikationsrunden wurden nach der in die fünf Regionen aufgeteilten AFC-Vierjahreswertung 2016 und der Zugangsliste gesetzt, wobei Begegnungen zwischen Mannschaften desselben Landesverbandes ausgeschlossen waren. Die Qualifikationsrunden werden jeweils in Hin- und Rückspiel entschieden, wobei der Verein aus dem höhergesetzten Verband im Rückspiel Heimrecht hat. Bei einem Gleichstand wird zunächst die Auswärtstorregel angewendet. Sollte dies zu keinem Sieger führen wird eine Verlängerung gespielt und dann gegebenenfalls ein Elfmeterschießen durchgeführt.
Die fünf Sieger der Play-off-Runde erreichen die Gruppenphase. Die unterlegenen Mannschaften scheiden aus.

### Erste Qualifikationsrunde
Die Spiele fanden am 23. und 30. Januar 2018 statt.
|                    | Gesamt |                | Hinspiel | Rückspiel | Region  |
| ------------------ | ------ | -------------- | -------- | --------- | ------- |
| FK Dordoi Bischkek | 3:5    | Ahal FK        | 1:3      | 2:2       | Zentral |
| Transport United   | 0:3    | Bengaluru FC   | 0:0      | 0:3       | Süd     |
| Saif Sporting Club | 1:4    | TC Sports Club | 0:1      | 1:3       | Süd     |

### Play-off-Runde
Die Spiele fanden am 22. und 29. Januar, am 2. Februar sowie am 13. und 20. Februar 2018 statt.
|                    | Gesamt |                | Hinspiel | Rückspiel | Region  |
| ------------------ | ------ | -------------- | -------- | --------- | ------- |
| Hilal al-Quds Club | 1:2    | al-Suwaiq Club | 0:1      | 1:1       | West    |
| Ahal FK            | 3:0    | FC Khujand     | 1:0      | 2:0       | Zentral |
| TC Sports Club     | 2:8    | Bengaluru FC   | 2:3      | 0:5       | Süd     |
| Boeung Ket Angkor  | 4:3    | Lao Toyota FC  | 3:3      | 1:0       | Südost  |
| Erchim FC          | 0:7    | Hwaebul SC     | 0:4      | 0:3       | Ost     |

## Gruppenphase
| Region               | Gruppen         |
| -------------------- | --------------- |
| Westregion (WAFF)    | Gruppen A bis C |
| Zentralregion (CAFA) | Gruppe D        |
| Südregion (SAFF)     | Gruppe E        |
| Südostregion (AFF)   | Gruppen F bis H |
| Ostregion (EAFF)     | Gruppe I        |

An der Gruppenphase nahmen 36 Vereine aus 22 Landesverbänden teil. 31 Mannschaften waren direkt qualifiziert, dazu kamen noch 5 (je einer aus den fünf Regionen), die sich über die Play-off-Runde qualifizierten. Die Gruppenauslosung fand am 6. Dezember 2017 in der malaysischen Hauptstadt Kuala Lumpur statt. Die Mannschaften wurden in neun Gruppen mit je vier Teilnehmern gelost. Die Verteilung der Gruppen auf die jeweiligen Regionen zeigt die nebenstehende Tabelle.
Die Gruppensieger und der jeweils beste Gruppenzweite der Gruppen A bis C sowie der Gruppen F bis H qualifizierten sich für das Regional-Halbfinale, während die Gruppensieger der Gruppen D, E und I sich für das Interregional-Halbfinale qualifizierten. Alle anderen Mannschaften schieden aus dem Wettbewerb aus. Bei Punktgleichheit zweier oder mehrerer Mannschaften wurde die Platzierung durch folgende Kriterien ermittelt:
1. Anzahl Punkte im direkten Vergleich
2. Tordifferenz im direkten Vergleich
3. Anzahl Tore im direkten Vergleich
4. Anzahl Auswärtstore im direkten Vergleich
5. Wenn nach der Anwendung der Kriterien 1 bis 4 immer noch mehrere Mannschaften denselben Tabellenplatz belegen, werden die Kriterien 1 bis 4 erneut angewendet, jedoch ausschließlich auf die Direktbegegnungen der betreffenden Mannschaften. Sollte auch dies zu keiner definitiven Platzierung führen, werden die Kriterien 6 bis 10 angewendet.
6. Tordifferenz aus allen Gruppenspielen
7. Anzahl Tore in allen Gruppenspielen
8. Wenn es nur um zwei Mannschaften geht und diese beiden auf dem Platz stehen, kommt es zwischen diesen zu einem Elfmeterschießen.
9. Niedrigere Anzahl Punkte durch Gelbe und Rote Karten (Gelbe Karte 1 Punkt, Gelb-Rote und Rote Karte 3 Punkte, Gelbe Karte auf die eine direkte Rote Karte folgt 4 Punkte)
10. Höherer Rang des Fußballverbandes in der AFC-Vierjahreswertung

### Gruppe A
| Pl. | Verein               | Sp. | S | U | N | Tore    | Diff. | Punkte |
| --- | -------------------- | --- | - | - | - | ------- | ----- | ------ |
| 1.  | al-Jazeera           | 6   | 4 | 2 | 0 | 013:600 | +7    | 14     |
| 2.  | al-Quwa al-Dschawiya | 6   | 3 | 3 | 0 | 011:700 | +4    | 12     |
| 3.  | Malkiya Club         | 6   | 2 | 1 | 3 | 011:100 | +1    | 07     |
| 4.  | al-Suwaiq Club       | 6   | 0 | 0 | 6 | 004:160 | −12   | 0      |

| 12. Februar 2018     |     |                                                                      |
| al-Quwa al-Dschawiya | 2:2 | al-Jazeera \| Saoud-bin-Abdulrahman-Stadion (in al-Wakra) 1          |
| Malkiya Club         | 4:1 | al-Suwaiq Club \| Khalifa Sports City Stadium (in Madinat Isa)       |
| 26. Februar 2018     |     |                                                                      |
| al-Jazeera           | 1:0 | Malkiya Club \| Amman International Stadium                          |
| al-Suwaiq Club       | 0:1 | al-Quwa al-Dschawiya \| al-Seeb-Stadion (in Sib)                     |
| 5. März 2018         |     |                                                                      |
| al-Suwaiq Club       | 2:3 | al-Jazeera \| al-Seeb-Stadion (in Sib)                               |
| Malkiya Club         | 3:4 | al-Quwa al-Dschawiya \| Khalifa Sports City Stadium (in Madinat Isa) |
| 13. März 2018        |     |                                                                      |
| al-Jazeera           | 4:0 | al-Suwaiq Club \| Amman International Stadium                        |
| 10. April 2018       |     |                                                                      |
| al-Jazeera           | 1:1 | al-Quwa al-Dschawiya \| Stadion Al-Hasan (in Irbid)                  |
| al-Suwaiq Club       | 1:2 | Malkiya Club \| al-Seeb-Stadion (in Sib)                             |
| 17. April 2018       |     |                                                                      |
| al-Quwa al-Dschawiya | 1:1 | Malkiya Club \| Karbala International Stadium (in Kerbela)           |
| 24. April 2018       |     |                                                                      |
| Malkiya Club         | 1:2 | al-Jazeera \| Khalifa Sports City Stadium (in Madinat Isa)           |
| al-Quwa al-Dschawiya | 2:0 | al-Suwaiq Club \| Karbala International Stadium (in Kerbela)         |

Anmerkung

### Gruppe B
| Pl. | Verein       | Sp. | S | U | N | Tore    | Diff. | Punkte |
| --- | ------------ | --- | - | - | - | ------- | ----- | ------ |
| 1.  | al Ahed      | 6   | 3 | 3 | 0 | 011:500 | +6    | 12     |
| 2.  | al-Zawraa SC | 6   | 2 | 4 | 0 | 008:500 | +3    | 10     |
| 3.  | al-Dschaisch | 6   | 1 | 4 | 1 | 004:600 | −2    | 07     |
| 4.  | Manama Club  | 6   | 0 | 1 | 5 | 003:100 | −7    | 01     |

| 12. Februar 2018 |     |                                                               |
| al Ahed          | 1:1 | al-Zawraa SC \| Camille-Chamoun-Stadion                       |
| Manama Club      | 0:0 | al-Dschaisch \| Nationalstadion Bahrain (in Riffa)            |
| 26. Februar 2018 |     |                                                               |
| al-Zawraa SC     | 0:0 | al-Dschaisch \| al-Ahli-Stadion (in Doha) 1                   |
| Manama Club      | 0:1 | al Ahed \| Khalifa Sports City Stadium (in Madinat Isa)       |
| 6. März 2018     |     |                                                               |
| al Ahed          | 1:1 | al-Dschaisch \| Camille-Chamoun-Stadion                       |
| 12. März 2018    |     |                                                               |
| al-Dschaisch     | 1:4 | al Ahed \| Khalifa Sports City Stadium (in Madinat Isa) 2     |
| Manama Club      | 1:3 | al-Zawraa SC \| Nationalstadion Bahrain (in Riffa)            |
| 10. April 2018   |     |                                                               |
| al-Zawraa SC     | 1:1 | al Ahed \| Karbala International Stadium (in Kerbela)         |
| al-Dschaisch     | 1:0 | Manama Club \| Khalifa Sports City Stadium (in Madinat Isa) 2 |
| 16. April 2017   |     |                                                               |
| al-Zawraa SC     | 2:1 | Manama Club \| Karbala International Stadium (in Kerbela)     |
| 24. April 2018   |     |                                                               |
| al Ahed          | 3:1 | Manama Club \| Camille-Chamoun-Stadion                        |
| al-Dschaisch     | 1:1 | al-Zawraa SC \| Nationalstadion Bahrain (in Riffa) 2          |

Anmerkungen

### Gruppe C
| Pl. | Verein      | Sp. | S | U | N | Tore    | Diff. | Punkte |
| --- | ----------- | --- | - | - | - | ------- | ----- | ------ |
| 1.  | al-Faisaly  | 6   | 4 | 1 | 1 | 010:500 | +5    | 13     |
| 2.  | Dhofar SCSC | 6   | 2 | 2 | 2 | 004:500 | −1    | 08     |
| 3.  | al-Ansar    | 6   | 2 | 1 | 3 | 006:700 | −1    | 07     |
| 4.  | al-Wahda    | 6   | 1 | 2 | 3 | 005:800 | −3    | 05     |

| 13. Februar 2018 |     |                                                         |
| Dhofar SCSC      | 0:2 | al-Ansar \| al-Saada Stadium                            |
| al-Faisaly       | 2:2 | al-Wahda \| Amman International Stadium                 |
| 27. Februar 2018 |     |                                                         |
| al-Wahda         | 0:0 | Dhofar SCSC \| Saida International Stadium (in Sidon) 1 |
| al-Ansar         | 1:3 | al-Faisaly \| Camille-Chamoun-Stadion                   |
| 5. März 2018     |     |                                                         |
| al-Wahda         | 2:1 | al-Ansar \| Saida International Stadium (in Sidon) 1    |
| al-Faisaly       | 2:0 | Dhofar SCSC \| Amman International Stadium              |
| 13. März 2018    |     |                                                         |
| al-Ansar         | 1:0 | al-Wahda \| Camille-Chamoun-Stadion                     |
| Dhofar SCSC      | 1:0 | al-Faisaly \| al-Saada Stadium                          |
| 9. April 2018    |     |                                                         |
| al-Wahda         | 1:2 | al-Faisaly \| Saida International Stadium (in Sidon) 1  |
| al-Ansar         | 1:1 | Dhofar SCSC \| Camille-Chamoun-Stadion                  |
| 23. April 2018   |     |                                                         |
| al-Faisaly       | 1:0 | al-Ansar \| Amman International Stadium                 |
| Dhofar SCSC      | 2:0 | al-Wahda \| al-Saada Stadium                            |

Anmerkung

### Gruppe D
| Pl. | Verein        | Sp. | S | U | N | Tore    | Diff. | Punkte |
| --- | ------------- | --- | - | - | - | ------- | ----- | ------ |
| 1.  | Altyn Asyr FK | 6   | 4 | 2 | 0 | 017:700 | +10   | 14     |
| 2.  | FC Istiklol   | 6   | 4 | 1 | 1 | 010:700 | +3    | 13     |
| 3.  | Ahal FK       | 6   | 2 | 1 | 3 | 008:500 | +3    | 07     |
| 4.  | Alai Osch     | 6   | 0 | 0 | 6 | 007:230 | −16   | 0      |

| 7. März 2018   |     |                                                      |
| Alai Osch      | 3:6 | Altyn Asyr FK \| Sujumbajew-Stadion                  |
| FC Istiklol    | 1:0 | Ahal FK \| Hisor Central Stadium (in Hissor)         |
| 13. März 2018  |     |                                                      |
| Ahal FK        | 5:0 | Alai Osch \| Sport-Toplumy-Stadion (in Balkanabat)   |
| 14. März 2018  |     |                                                      |
| Altyn Asyr FK  | 2:2 | FC Istiklol \| Sport-Toplumy-Stadion (in Balkanabat) |
| 11. April 2018 |     |                                                      |
| Ahal FK        | 0:0 | Altyn Asyr FK \| Aşgabat-Stadion (in Aşgabat)        |
| FC Istiklol    | 1:0 | Alai Osch \| Hisor Central Stadium (in Hissor)       |
| 25. April 2018 |     |                                                      |
| Alai Osch      | 2:3 | FC Istiklol \| Sujumbajew-Stadion                    |
| Altyn Asyr FK  | 1:0 | Ahal FK \| Sport-Toplumy-Stadion (in Balkanabat)     |
| 2. Mai 2018    |     |                                                      |
| Ahal FK        | 0:1 | FC Istiklol \| Aşgabat-Stadion (in Aşgabat)          |
| Altyn Asyr FK  | 5:0 | Alai Osch \| Sport-Toplumy-Stadion (in Balkanabat)   |
| 16. Mai 2018   |     |                                                      |
| Alai Osch      | 2:3 | Ahal FK \| Sujumbajew-Stadion                        |
| FC Istiklol    | 2:3 | Altyn Asyr FK \| Hisor Central Stadium (in Hissor)   |

### Gruppe E
| Pl. | Verein             | Sp. | S | U | N | Tore    | Diff. | Punkte |
| --- | ------------------ | --- | - | - | - | ------- | ----- | ------ |
| 1.  | Bengaluru FC       | 6   | 5 | 0 | 1 | 014:300 | +11   | 15     |
| 2.  | New Radiant        | 6   | 4 | 0 | 2 | 012:500 | +7    | 12     |
| 3.  | Abahani Ltd. Dhaka | 6   | 1 | 1 | 4 | 005:120 | −7    | 04     |
| 4.  | Aizawl FC          | 6   | 1 | 1 | 4 | 005:160 | −11   | 04     |

| 7. März 2018       |     |                                                                    |
| Abahani Ltd. Dhaka | 0:1 | New Radiant \| Bangabandhu National Stadium                        |
| 14. März 2018      |     |                                                                    |
| New Radiant        | 3:1 | Aizawl FC \| Rasmee-Dhandu-Stadion                                 |
| Bengaluru FC       | 1:0 | Abahani Ltd. Dhaka \| Sree-Kanteerava-Stadion                      |
| 5. April 2018      |     |                                                                    |
| Aizawl FC          | 1:3 | Bengaluru FC \| Indira Gandhi Athletic Stadium (in Guwahati)       |
| 10. April 2018     |     |                                                                    |
| Bengaluru FC       | 1:0 | New Radiant \| Sree-Kanteerava-Stadion                             |
| 11. April 2018     |     |                                                                    |
| Aizawl FC          | 0:3 | Abahani Ltd. Dhaka \| Indira Gandhi Athletic Stadium (in Guwahati) |
| 25. April 2018     |     |                                                                    |
| Abahani Ltd. Dhaka | 1:1 | Aizawl FC \| Bangabandhu National Stadium                          |
| New Radiant        | 2:0 | Bengaluru FC \| Rasmee-Dhandu-Stadion                              |
| 2. Mai 2018        |     |                                                                    |
| New Radiant        | 5:1 | Abahani Ltd. Dhaka \| Rasmee-Dhandu-Stadion                        |
| Bengaluru FC       | 5:0 | Aizawl FC \| Sree-Kanteerava-Stadion                               |
| 16. Mai 2018       |     |                                                                    |
| Aizawl FC          | 2:1 | New Radiant \| Indira Gandhi Athletic Stadium (in Guwahati)        |
| Abahani Ltd. Dhaka | 0:4 | Bengaluru FC \| Bangabandhu National Stadium                       |

### Gruppe F
| Pl. | Verein            | Sp. | S | U | N | Tore    | Diff. | Punkte |
| --- | ----------------- | --- | - | - | - | ------- | ----- | ------ |
| 1.  | Home United       | 6   | 4 | 1 | 1 | 015:600 | +9    | 13     |
| 2.  | Ceres-Negros FC   | 6   | 4 | 1 | 1 | 017:300 | +14   | 13     |
| 3.  | Boeung Ket Angkor | 6   | 2 | 0 | 4 | 008:240 | −16   | 06     |
| 4.  | Shan United       | 6   | 1 | 0 | 5 | 005:120 | −7    | 03     |

| 13. Februar 2018  |     |                                                              |
| Shan United       | 0:1 | Home United \| Thuwanna-Stadion (in Rangun)                  |
| Ceres-Negros FC   | 9:0 | Boeung Ket Angkor \| Panaad Stadium                          |
| 27. Februar 2018  |     |                                                              |
| Boeung Ket Angkor | 1:2 | Shan United \| Olympiastadion Phnom Penh (in Phnom Penh)     |
| Home United       | 1:1 | Ceres-Negros FC \| Jalan Besar Stadium                       |
| 6. März 2018      |     |                                                              |
| Boeung Ket Angkor | 3:2 | Home United \| Olympiastadion Phnom Penh (in Phnom Penh)     |
| Ceres-Negros FC   | 2:0 | Shan United \| Panaad Stadium                                |
| 14. März 2018     |     |                                                              |
| Shan United       | 0:1 | Ceres-Negros FC \| Thuwanna-Stadion (in Rangun)              |
| Home United       | 6:0 | Boeung Ket Angkor \| Jalan Besar Stadium                     |
| 11. April 2018    |     |                                                              |
| Boeung Ket Angkor | 0:4 | Ceres-Negros FC \| Olympiastadion Phnom Penh (in Phnom Penh) |
| Home United       | 3:2 | Shan United \| Jalan Besar Stadium                           |
| 25. April 2018    |     |                                                              |
| Ceres-Negros FC   | 0:2 | Home United \| Panaad Stadium                                |
| Shan United       | 1:4 | Boeung Ket Angkor \| Thuwanna-Stadion (in Rangun)            |

### Gruppe G
| Pl. | Verein        | Sp. | S | U | N | Tore    | Diff. | Punkte |
| --- | ------------- | --- | - | - | - | ------- | ----- | ------ |
| 1.  | Yangon United | 6   | 4 | 1 | 1 | 015:900 | +6    | 13     |
| 2.  | Global Cebu   | 6   | 2 | 2 | 2 | 009:100 | −1    | 08     |
| 3.  | FLC Thanh Hóa | 6   | 1 | 3 | 2 | 009:110 | −2    | 06     |
| 4.  | Bali United   | 6   | 1 | 2 | 3 | 008:110 | −3    | 05     |

| 10. Februar 2018 |     |                                                     |
| FLC Thanh Hóa    | 1:0 | Global Cebu \| Mỹ-Đình-Nationalstadion (in Hanoi)   |
| 13. Februar 2018 |     |                                                     |
| Bali United      | 1:3 | Yangon United \| Stadion Kapten I Wayan Dipta       |
| 27. Februar 2018 |     |                                                     |
| Yangon United    | 2:1 | FLC Thanh Hóa \| Thuwanna-Stadion                   |
| Global Cebu      | 1:1 | Bali United \| Rizal Memorial Stadium (in Manila)   |
| 7. März 2018     |     |                                                     |
| Bali United      | 3:1 | FLC Thanh Hóa \| Stadion Kapten I Wayan Dipta       |
| Yangon United    | 3:0 | Global Cebu \| Thuwanna-Stadion                     |
| 13. März 2018    |     |                                                     |
| FLC Thanh Hóa    | 0:0 | Bali United \| Mỹ-Đình-Nationalstadion (in Hanoi)   |
| Global Cebu      | 2:1 | Yangon United \| Rizal Memorial Stadium (in Manila) |
| 11. April 2018   |     |                                                     |
| Yangon United    | 3:2 | Bali United \| Thuwanna-Stadion                     |
| Global Cebu      | 3:3 | FLC Thanh Hóa \| Rizal Memorial Stadium (in Manila) |
| 25. April 2018   |     |                                                     |
| Bali United      | 1:3 | Global Cebu \| Stadion Kapten I Wayan Dipta         |
| FLC Thanh Hóa    | 3:3 | Yangon United \| Mỹ-Đình-Nationalstadion (in Hanoi) |

### Gruppe H
| Pl. | Verein                | Sp. | S | U | N | Tore    | Diff. | Punkte |
| --- | --------------------- | --- | - | - | - | ------- | ----- | ------ |
| 1.  | Persija Jakarta       | 6   | 4 | 1 | 1 | 013:600 | +7    | 13     |
| 2.  | Sông Lam Nghệ An      | 6   | 3 | 1 | 2 | 008:500 | +3    | 10     |
| 3.  | Johor Darul Ta’zim FC | 6   | 3 | 1 | 2 | 008:900 | −1    | 10     |
| 4.  | Tampines Rovers       | 6   | 0 | 1 | 5 | 005:140 | −9    | 01     |

| 10. Februar 2018      |     |                                                    |
| Tampines Rovers       | 0:2 | Sông Lam Nghệ An \| Jalan Besar Stadium            |
| 14. Februar 2018      |     |                                                    |
| Johor Darul Ta’zim FC | 3:0 | Persija Jakarta \| Larkin Stadium                  |
| 28. Februar 2018      |     |                                                    |
| Sông Lam Nghệ An      | 2:0 | Johor Darul Ta’zim FC \| Vinh Stadion (in Vinh)    |
| Persija Jakarta       | 4:1 | Tampines Rovers \| Gelora-Bung-Karno-Stadion       |
| 6. März 2018          |     |                                                    |
| Sông Lam Nghệ An      | 0:0 | Persija Jakarta \| Vinh Stadion (in Vinh)          |
| Tampines Rovers       | 0:0 | Johor Darul Ta’zim FC \| Jalan Besar Stadium       |
| 14. März 2018         |     |                                                    |
| Persija Jakarta       | 1:0 | Sông Lam Nghệ An \| Gelora-Bung-Karno-Stadion      |
| Johor Darul Ta’zim FC | 2:1 | Tampines Rovers \| Larkin Stadium                  |
| 10. April 2018        |     |                                                    |
| Sông Lam Nghệ An      | 2:1 | Tampines Rovers \| Vinh-Stadion (in Vinh)          |
| Persija Jakarta       | 4:0 | Johor Darul Ta’zim FC \| Gelora-Bung-Karno-Stadion |
| 24. April 2018        |     |                                                    |
| Tampines Rovers       | 2:4 | Persija Jakarta \| Jalan Besar Stadium             |
| Johor Darul Ta’zim FC | 3:2 | Sông Lam Nghệ An \| Larkin Stadium                 |

### Gruppe I
| Pl. | Verein           | Sp. | S | U | N | Tore    | Diff. | Punkte |
| --- | ---------------- | --- | - | - | - | ------- | ----- | ------ |
| 1.  | 25. April SC     | 6   | 6 | 0 | 0 | 023:200 | +21   | 18     |
| 2.  | Benfica de Macau | 6   | 4 | 0 | 2 | 013:150 | −2    | 12     |
| 3.  | Hwaebul SC       | 6   | 2 | 0 | 4 | 009:100 | −1    | 06     |
| 4.  | Hang Yuen        | 6   | 0 | 0 | 6 | 006:240 | −18   | 0      |

| 7. März 2018     |     |                                                        |
| 25. April SC     | 1:0 | Hwaebul SC \| Stadion Erster Mai                       |
| Benfica de Macau | 3:2 | Hang Yuen \| Macau Olympic Complex                     |
| 14. März 2018    |     |                                                        |
| Hwaebul SC       | 2:3 | Benfica de Macau \| Kim-Il-sung-Stadion (in Pjöngjang) |
| Hang Yuen        | 1:5 | 25. April SC \| Fu Jen University Stadium              |
| 10. April 2018   |     |                                                        |
| Hwaebul SC       | 6:1 | Hang Yuen \| Kim-Il-sung-Stadion (in Pjöngjang)        |
| 11. April 2018   |     |                                                        |
| 25. April SC     | 8:0 | Benfica de Macau \| Stadion Erster Mai                 |
| 25. April 2018   |     |                                                        |
| Hang Yuen        | 0:1 | Hwaebul SC \| Fu Jen University Stadium                |
| Benfica de Macau | 0:2 | 25. April SC \| Macau Olympic Complex                  |
| 2. Mai 2018      |     |                                                        |
| Hwaebul SC       | 0:2 | 25. April SC \| Kim-Il-sung-Stadion (in Pjöngjang)     |
| Hang Yuen        | 1:4 | Benfica de Macau \| Fu Jen University Stadium          |
| 16. Mai 2018     |     |                                                        |
| 25. April SC     | 5:1 | Hang Yuen \| Stadion Erster Mai                        |
| Benfica de Macau | 3:0 | Hwaebul SC \| Macau Olympic Complex                    |

### Tabellen der Gruppenzweiten
Neben den neun Gruppensiegern qualifizierte sich auch der jeweils beste Gruppenzweite der West- und der Südostregion für die Finalrunde. Bei Punktgleichheit zweier oder aller Mannschaften wurde die Platzierung durch folgende Kriterien ermittelt:
1. Tordifferenz aus allen Gruppenspielen
2. Anzahl Tore in allen Gruppenspielen

Westregion
| Pl. | Verein               | Sp. | S | U | N | Tore    | Diff. | Punkte | Gruppe |
| --- | -------------------- | --- | - | - | - | ------- | ----- | ------ | ------ |
| 1.  | al-Quwa al-Dschawiya | 6   | 3 | 3 | 0 | 011:700 | +4    | 12     | A      |
| 2.  | al-Zawraa SC         | 6   | 2 | 4 | 0 | 008:500 | +3    | 10     | B      |
| 3.  | Dhofar SCSC          | 6   | 2 | 2 | 2 | 004:500 | −1    | 08     | C      |

Südostregion
| Pl. | Verein           | Sp. | S | U | N | Tore    | Diff. | Punkte | Gruppe |
| --- | ---------------- | --- | - | - | - | ------- | ----- | ------ | ------ |
| 1.  | Ceres-Negros FC  | 6   | 4 | 1 | 1 | 017:300 | +14   | 13     | F      |
| 2.  | Sông Lam Nghệ An | 6   | 3 | 1 | 2 | 008:500 | +3    | 10     | H      |
| 3.  | Global Cebu      | 6   | 2 | 2 | 2 | 009:100 | −1    | 08     | G      |

## Finalrunde

### Regional-Halbfinale
Für das Regional-Halbfinale qualifizierten sich die Mannschaften der West- und der Südostregion. Die Spielpaarungen wurden schon bei der Auslosung der Gruppenphase im Dezember 2016 blind festgelegt. Abhängig dabei war nur aus welcher Gruppe der jeweils beste Gruppenzweite kam. Die Hinspiele fanden vom 7. bis zum 9. Mai 2018 statt, die Rückspiele vom 14. bis zum 16. Mai 2018.
|                      | Gesamt |                 | Hinspiel | Rückspiel | Region |
| -------------------- | ------ | --------------- | -------- | --------- | ------ |
| al-Jazeera           | 2:1    | al-Faisaly      | 1:1      | 1:0       | West   |
| al-Quwa al-Dschawiya | 5:3    | al Ahed         | 3:1      | 2:2       | West   |
| Home United          | 6:3    | Persija Jakarta | 3:2      | 3:1       | Südost |
| Ceres-Negros FC      | 6:5    | Yangon United   | 4:2      | 2:3       | Südost |

### Regional-Finale
Im Regional-Finale spielten die zwei Sieger des Regional-Halbfinales der Westregion und die zwei der Südostregion jeweils gegeneinander. Die Reihenfolge der Spiele wurde am 23. Mai 2018 ausgelost. Die Hinspiele fanden am 1. August und am 18. September statt, die Rückspiele am 8. August und am 2. Oktober 2018.
|                 | Gesamt |                      | Hinspiel | Rückspiel |
| --------------- | ------ | -------------------- | -------- | --------- |
| al-Jazeera      | 1:4    | al-Quwa al-Dschawiya | 0:1      | 1:3       |
| Ceres-Negros FC | 1:3    | Home United          | 1:1      | 0:2       |

### Interregional-Halbfinale
Im Interregional-Halbfinale spielten die drei Sieger der Gruppen D, E und I sowie der Sieger des Regional-Finales der Südostregion gegeneinander. Die Spielpaarungen wurden am 23. Mai 2018 ausgelost. Die Hinspiele fanden am 21. und 22. August statt, die Rückspiele am 28. und 29. August 2018.
|              | Gesamt |               | Hinspiel | Rückspiel |
| ------------ | ------ | ------------- | -------- | --------- |
| Home United  | 01:11  | 25. April SC  | 0:2      | 1:9       |
| Bengaluru FC | 2:5    | Altyn Asyr FK | 2:3      | 0:2       |

### Interregional-Finale
Im Interregional-Finale spielten die zwei Sieger des Interregional-Halbfinales jeweils gegeneinander. Die Reihenfolge der Spiele wurde vor der Auslosung des Interregional-Halbfinales festgelegt. Das Hinspiel fand am 19. September statt, das Rückspiel am 3. Oktober 2018.
|              | Gesamt    |               | Hinspiel | Rückspiel |
| ------------ | --------- | ------------- | -------- | --------- |
| 25. April SC | (a)3:3(a) | Altyn Asyr FK | 2:2      | 1:1       |

### Finale
| al-Quwa al-Dschawiya                                                       | al-Quwa al-Dschawiya | Altyn Asyr FK | Altyn Asyr FK | Aufstellung                                          |
| -------------------------------------------------------------------------- | --- | --- | ------------- | ---------------------------------------------------- |
| al-Quwa al-Dschawiya                                                       | \| 27. Oktober 2018 um 19:00 Uhr (18:00 Uhr MEZ) in Basra (Basra Sports City) \| \| Ergebnis: 2:0 (1:0) \| \| Zuschauer: 24.665 \| \| Schiedsrichter: Abdulrahman al-Jassim ( Katar) \| \| Spielbericht \|                                                     | \| 27. Oktober 2018 um 19:00 Uhr (18:00 Uhr MEZ) in Basra (Basra Sports City) \| \| Ergebnis: 2:0 (1:0) \| \| Zuschauer: 24.665 \| \| Schiedsrichter: Abdulrahman al-Jassim ( Katar) \| \| Spielbericht \| | Altyn Asyr FK | Aufstellung al-Quwa al-Dschawiya gegen Altyn Asyr FK |
| al-Quwa al-Dschawiya                                                       | Mohammed Kassid – Sameh Saeed, Ahmed Abdul-Ridha, Saad Natiq, Ali Bahjat – Ibrahim Bayesh, Zaher Midani, Mohammed Ali Abbood (77. Mohammed Qasim), Ali Husni (81. Karrar Ali Bari) – Hammadi Ahmad , Emad Mohsin (90.+1' Amjad Radhi) Cheftrainer: Basim Qasim | Mammet Orazmuhammedow – Serdar Annaorazow, Mekan Saparow, Zafar Babajanov (46. Şöhrat Söýünow), Gurbangeldi Batyrow (77. Furkat Tursunow) – Umidjan Astanow, Serdar Geldiýew – Mekan Aşyrow (58. Begmyrat Bayov), Selim Nurmuradov, Altymyrat Annadurdyýew – Wahyt Orazsähedow Cheftrainer: Ýazguly Hojageldiýew | Altyn Asyr FK | Aufstellung al-Quwa al-Dschawiya gegen Altyn Asyr FK |
| al-Quwa al-Dschawiya                                                       | 1:0 Ahmad (22.) 2:0 Bahjat (57.) | | Altyn Asyr FK | Aufstellung al-Quwa al-Dschawiya gegen Altyn Asyr FK |
| al-Quwa al-Dschawiya                                                       | Bahjat (88.) | | Altyn Asyr FK | Aufstellung al-Quwa al-Dschawiya gegen Altyn Asyr FK |
| al-Quwa al-Dschawiya                                                       | Spieler des Spiels: Hammadi Ahmad (al-Quwa al-Dschawiya) | | Altyn Asyr FK | Aufstellung al-Quwa al-Dschawiya gegen Altyn Asyr FK |
| 27. Oktober 2018 um 19:00 Uhr (18:00 Uhr MEZ) in Basra (Basra Sports City) | | |               |                                                      |
| Ergebnis: 2:0 (1:0)                                                        | | |               |                                                      |
| Zuschauer: 24.665                                                          | | |               |                                                      |
| Schiedsrichter: Abdulrahman al-Jassim ( Katar)                             | | |               |                                                      |
| Spielbericht                                                               | | |               |                                                      |

## Torschützenliste
Nachfolgend sind die besten Torschützen der AFC-Cup-Saison (ohne Qualifikation) aufgeführt. Bei gleicher Anzahl von Treffern sind die Spieler alphabetisch sortiert.
| Rang                   | Nat          | Spieler                | Verein               | Tore |
| ---------------------- | ------------ | ---------------------- | -------------------- | ---- |
| 01                     | Korea Nord   | An Il-bom              | 25. April SC         | 12   |
| 02                     | Spanien      | Bienvenido Marañón     | Ceres-Negros FC      | 10   |
|                        | Guinea-a     | Sekou Sylla            | Yangon United        | 10   |
| 04                     | Kroatien     | Marko Šimić            | Persija Jakarta      | 09   |
|                        | Korea Sud    | Song Ui-young          | Home United          | 09   |
| 06                     | Irak         | Hammadi Ahmad          | al-Quwa al-Dschawiya | 08   |
|                        | Turkmenistan | Altymyrat Annadurdyýew | Altyn Asyr FK        | 08   |
| 08                     | Macau        | Carlos Leonel          | Benfica de Macau     | 07   |
|                        | Libanon      | Ahmad Zreik            | al Ahed              | 07   |
| 10                     | Malediven    | Ali Ashfaq             | New Radiant          | 06   |
|                        | Irak         | Amjad Radhi            | al-Quwa al-Dschawiya | 06   |
|                        | Korea Nord   | Kim Yu-song            | 25. April SC         | 06   |
|                        | Jordanien    | Musa al-Taamari        | al-Jazeera           | 06   |
| Stand: Ende der Saison |              |                        |                      |      |

## Eingesetzte Spieler von al-Quwa al-Dschawiya
| al-Quwa al-Dschawiya | - Tor: Fahad Talib (8/-); Amjad Raheem (3/-); Mohammed Kassid (1/-) - Abwehr: Sameh Saeed (11/-); Mustafa Mohammed (9/-); Ahmed Abdul-Ridha (8/-); Sebastijan Antić (8/-); Samal Saeed (7/-); Sanin Muminović (5/-); Ali Bahjat (3/-); Saad Natiq (2/-) - Mittelfeld: Zaher Midani (10/1); Salih Sadir (7/2); Humam Tariq (7/-); Mustafa Mohammed (6/-); Karrar Ali Bari (4/1); Ahmed Ayad (4/-); Ibrahim Bayesh (3/1); Ali Husni (3/-); Mohammed Ali Abbood (3/-); Mohammed Qasim (2/1); Karar Nabeel (2/-) - Sturm: Hammadi Ahmad (11/8); Emad Mohsin (11/2); Amjad Radhi (8/6); Ali Yousif (2/-); Shihab Razzaq (1/-) - Trainer: Radhi Shenaishil (Gruppenphase bis Regional-Halbfinale); Basim Qasim (Regional-Finale bis Finale) |